# Estriol succinate
-4-oxobutanoic acid
| image = Estriol disuccinate.svg
| width = 250px
| image2 = Estriol succinate molecule ball.png
| width2 = 250px
| tradename = Synapause, others
| pregnancy_AU = 
| pregnancy_US = 
| pregnancy_category = 
| legal_AU = 
| legal_CA = 
| legal_UK = 
| legal_US = 
| legal_status = 
| routes_of_administration = By mouth, vaginal
| bioavailability = 
| protein_bound = 
| metabolism = 
| elimination_half-life = 
| excretion = 
| CAS_number = 514-68-1
| CAS_number_Ref = 
| CAS_supplemental = 
| ATC_prefix = 
| ATC_suffix = 
| PubChem = 10577
| DrugBank = 
| DrugBank_Ref = 
| ChemSpiderID = 10133
| ChemSpiderID_Ref = 
| UNII = AS13K2DY03
| KEGG = D07920
| ChEBI = 135790
| synonyms = Oestriol succinate; Estriol disuccinate; Estriol hemisuccinate; Estriol 16α,17β-di(hydrogen succinate)
| C = 26
| H = 32
| N = 
| O = 9
| molecular_weight = 488.533 g/mol
| SMILES = C[C@]12CC[C@H]3[C@@H](CCc4cc(O)ccc34)[C@@H]1C[C@@H](OC(=O)CCC(O)=O)[C@@H]2OC(=O)CCC(O)=O
| StdInChI = 1S/C26H32O9/c1-26-11-10-17-16-5-3-15(27)12-14(16)2-4-18(17)19(26)13-20(34-23(32)8-6-21(28)29)25(26)35-24(33)9-7-22(30)31/h3,5,12,17-20,25,27H,2,4,6-11,13H2,1H3,(H,28,29)(H,30,31)/t17-,18-,19+,20-,25+,26+/m1/s1
| StdInChIKey = VBRVDDFOBZNCPF-BRSFZVHSSA-N
| StdInChIKey_Ref = 
| StdInChI_Ref = 
| verifiedrevid = 
}}
Estriol succinate, được bán dưới tên thương hiệu Synapause của những người khác, là một loại thuốc estrogen được sử dụng trong điều trị các triệu chứng mãn kinh. Nó được dùng bằng đường uống, qua âm đạo và tiêm.

## Sử dụng trong y tế
Estriol succinate được sử dụng trong liệu pháp hormone mãn kinh trong điều trị và phòng ngừa các triệu chứng mãn kinh như bốc hỏa, teo âm đạo và loãng xương. Không giống như các estrogen khác, tùy thuộc vào cách sử dụng (nghĩa là tần suất sử dụng và liều lượng), estriol succinate có thể không cần điều trị đồng thời với proestogen để ngăn ngừa tăng sản nội mạc tử cung và ung thư nội mạc tử cung ở phụ nữ có tử cung còn nguyên vẹn.
Các tác dụng lâm sàng của estriol succinate trong điều trị các triệu chứng mãn kinh đã được đặc trưng trong một thử nghiệm lâm sàng lớn trong 5 năm đối với 911 phụ nữ mãn kinh.

### Các hình thức có sẵn
Estriol succinate đã và có sẵn ở dạng viên nén uống 2 và 4 mg, như một 0,1% kem âm đạo, và như là một lọ 20 mg để sử dụng bằng cách tiêm.

## Dược lý
Estriol succinate là một ester estrogen, đặc biệt, một ester của estriol, và hoạt động như một tiền chất của estriol trong cơ thể. Nó được mô tả là estrogen yếu so với estradiol valerate. Estriol succinate được sử dụng y tế thông qua đường uống và âm đạo tương tự.  Trong estriol succinate, hai trong số các nhóm hydroxyl của estriol, những người ở vị trí C16α và C17β, được ester hóa với axit succinic.  Như vậy, khi điều chỉnh sự khác biệt về trọng lượng phân tử, liều 2   mg estriol succinate tương đương với 1,18   mg estriol không liên hợp.  Không giống như các este estrogen khác, chẳng hạn như estradiol valerate, estriol succinate bị thủy phân hầu như không ở niêm mạc ruột khi uống, và liên quan đến điều này, được hấp thu chậm hơn so với estriol.  Do đó, estriol đường uống là một dạng estriol có tác dụng lâu hơn so với estriol đường uống. Thay vì trong đường tiêu hóa, estriol succinate đường uống được phân cắt thành estriol chủ yếu ở gan.  Sau 8   mg estriol đường uống, nồng độ estriol lưu hành tối đa là 40   pg / mL đạt được trong vòng 12   giờ, và điều này tăng lên đến 80   pg / mL với tiếp tục hàng ngày.  Bản mẫu:Oral potencies of estrogens

## Hóa học
Estriol succinate, còn được gọi là estriol disuccine hoặc estriol 16α, 17β-di (hydro succinate), là một steroid estrane tổng hợp và là một dẫn xuất của estriol. Đó là đặc biệt là C16α và C17β disuccinate este của estriol. Thuốc được cung cấp cả estriol succinate và estriol natri succinate, muối natri.   Các este estriol được bán trên thị trường khác ngoài estriol succinate bao gồm estriol acetate benzoate và estriol tripropionate, trong khi estriol dihexanoate, estriol dipropionate và estriol triaxetat là este không bao giờ được bán trên thị trường.   Quinestradol là một ether estriol và cũng đã được bán trên thị trường.   Polyestriol phosphate là một ester của estriol ở dạng polymer, và đã được bán trên thị trường trước đây.

## Lịch sử
Estriol succinate đã được giới thiệu cho sử dụng y tế vào năm 1966.

## Xã hội và văn hoá

### Tên gốc
Estriol succinate là tên gốc của thuốc và INN và BAN của nó. Các từ đồng nghĩa khác bao gồm oestriol succinate, estriol disuccine và estriol hemisuccine.     Khi được cung cấp dưới dạng muối natri, estriol succinate được gọi là estriol natri succinate (BAN) hoặc oestriol natri succinate.

### Tên thương hiệu
Estriol succinate đã được bán trên thị trường dưới các tên thương hiệu bao gồm Blissel, Evalon, Gelistrol, Hemostyptanon, Orgastyptin, Ovestin, Sinapause, Styptanon, Synapsa, Synapasa, Synapausa và Synapaus, cùng các loại khác. Estriol natri succinate đã được bán trên thị trường đặc biệt dưới tên thương hiệu Pausan và Styptanon.

### Khả dụng
Estriol succinate đang hoặc đã được bán trên thị trường Châu Âu, Hồng Kông và México.

## Nghiên cứu
Estriol succinate đang được phát triển để điều trị bệnh đa xơ cứng ở Hoa Kỳ và trên toàn thế giới, và đã đạt được các thử nghiệm lâm sàng giai đoạn II cho chỉ định này, nhưng việc phát triển đã bị ngừng do không đủ hiệu quả. Nó có thương hiệu dự kiến Trimesta.